# Luís Correia (Piauí)
Luís Correia é um município do nordeste brasileiro, situado ao norte do estado do Piauí. É um dos quatro municípios litorâneos do Piauí, e também um dos mais visitados por turistas e banhistas ao longo de todo o ano. Em 1931 o município se chamava Amarração e perdera a sua autonomia, passando a integrar o Município de Parnaíba, como Distrito. E, em 1935, por decreto Estadual, teve o nome mudado para Luís Correia, em homenagem ao ilustre homem público jornalista e literato, Luiz Moraes Correia, nascido no Município.
Em períodos festivos a cidade chega a receber um número de visitantes cinco vezes maior que o total de sua população. Isso acontece principalmente no réveillon e carnaval, festas de destaque regional. No estado do Piauí, Luís Correia é o município com maior extensão de litoral, cerca de 46 km, mais da metade da área litorânea de todo o estado.

## História

### Surgimento da Cidade
A cidade de Luís Correia teve origem no início do século XIX, possivelmente por volta dos anos 1820 a partir do processo de repovoamento nesta porção norte do litoral do Brasil, sendo este último discutido a partir de duas perspectivas na historiografia piauiense e cearense. A primeira, associada ao Piauí, reforça que a localidade foi ocupada por pescadores piauienses que nesta época fundaram o povoado de Amarração, nome dado em função da prática de amarrar as embarcações ao atracá-las na costa. A segunda, por sua vez, apresenta um outro olhar, indicando que o território em questão, que veio a se tornar no século XX a cidade de Luís Correia, foi ocupado pelos cearenses por uma série de motivos, sendo estes a necessidade de proteção da localidade e dos indivíduos que ali moravam em função dos conflitos de Independência, a atuação dos padres oriundos da freguesia de Granja na realização de casamentos e batizados na região a partir de 1823, bem como a chegada de retirantes da seca de 1825 que buscavam o local em função dos recursos naturais ali existentes. Ainda que tenha surgido enquanto um povoado no decorrer do século XIX Amarração é elevado à categoria de distrito por meio da Lei nº 1.177, de 29 de agosto de 1865, e, alguns anos depois, à vila a partir da Lei nº 1.596, de 05 de agosto de 1874 da província do Ceará. Após ser reanexada ao Piauí através do decreto nº 3.012 de 22 de outubro de 1880 apenas na década de 1930 ocorre novas alterações administrativas no tocante a Amarração, dentre elas a alteração de seu nome e sua consequente elevação à categoria de cidade. Deste modo, em 1931, por meio do decreto estadual nº 1.272 Amarração tem sua autonomia administrativa suspensa, com sua jurisdição sendo repassada a cidade vizinha de Parnaíba e, 4 anos depois, em 1935, Amarração tem seu nome alterado para Luís Correia em homenagem ao jornalista, bacharel em Direito e literato Luís de Moraes Correia, figura proeminente do litoral piauiense nascido em Amarração. Em 1938, contudo, o decreto-lei estadual nº 197, restituiu a autonomia administrativa de Luís Correia elevando-a a categoria de cidade. 

### A Questão do Litígio
A questão litigiosa na localidade entre o Piauí e o Ceará tem início na mesma época de fundação do povoado, tendo sido a posse do território em questão motivo de debates e contendas no decorrer do século XIX por parte de piauienses e cearenses. Para a compreensão desta situação é preciso considerar inicialmente a existência de alguns documentos cartográficos que indicam o pertencimento do território de Amarração em ambas as capitanias entre o século XVIII e o início do século XIX, sendo estes o Mapa Geográfico da Capitania do Piauí (1760) de autoria de Henrique Antonio Galúcio e a Carta Marítima e Geográfica da Capitania do Ceará (1817) produzido pelo engenheiro Antônio José da Silva Paulet. O primeiro, elaborado a pedido do governo da capitania do Grão-Pará e Maranhão, mesmo que na época não existisse ainda o povoado de Amarração, inclui na capitania do Piauí este território. O segundo, por sua vez, foi realizado por solicitação do governo do Ceará com o objetivo de se definir os limites da capitania do Ceará, tendo incluído a localidade de Amarração por, supostamente, haver a presença de diversos cearenses na região. Este último documento em consonância com o contexto histórico da década de 1820, isto é, os conflitos de Independência, a presença de padres oriundos de Granja e a ida de refugiados da seca de 1825 para o povoado de Amarração, levou o governo do Ceará a anexar definitivamente a localidade ao seu território nesta época. 
Nas décadas que seguem Amarração torna-se motivo de debate entre os dois governos, especialmente a partir da década de 1850 à medida que o povoado se tornava uma região considerada enquanto estratégica por parte das elites piauienses que tinham interesse na localidade em função do atracadouro que ali existia, que servia de porto marítimo naquele período e que poderia garantir o escoamento dos produtos piauienses. Em meio a esta celeuma, o Ceará, após diversos debates na Assembleia Legislativa Provincial, elevou Amarração a categoria de distrito pela Lei nº 1.177, de 29 de agosto de 1865, e a categoria de vila através da Lei nº 1.596, de 05 de agosto de 1874. Esta questão, no entanto, no que se refere a Amarração, se encerra no início da década seguinte, isto é, nos anos 1880, após a província do Piauí levar a necessidade de resolução ao governo imperial, o que gera uma comissão para analisar a situação e projeto de lei que é debatido e aprovado na Câmara dos Deputados nos anos 1870 e, posteriormente, este também é discutido e validado pelo Senado Imperial, podendo se destacar os discursos realizados pelo senador piauiense João Lustosa da Cunha Paranaguá em defesa da lei e, supostamente, dos interesses do Piauí e as discordâncias do senador cearense Domingos José Nogueira Jaguaribe quanto ao que estava disposto no projeto de lei. Apesar da desaprovação do senador Jaguaribe o projeto é aprovado, tornando-se o decreto-lei nº 3.012 de 22 de outubro de 1880 que efetivou a permuta do território de Amarração para o Piauí por Independência e Príncipe Imperial que, a partir de então, passavam a fazer parte da província do Ceará. Deste modo, no ano seguinte, em 1881, efetivou-se a alteração das linhas divisórias entre as duas províncias conforme estabelecido pelo decreto imperial e se pôs fim a questão de litígio envolvendo o território de Amarração, ainda que outras questões litigiosas com relação a divisa entre o Piauí e Ceará tenham permanecido em aberto, a exemplo da Serra da Ibiapaba que se arrasta até a contemporaneidade. 

### O "porto" de Amarração
Uma das primeiras menções ao “porto” existente em Amarração aludem ao início do século XIX ao tempo em que Carl Friedrich Philipp von Martius e Johann Baptist von Spix relatam sua passagem pelo litoral piauiense e, ainda que não comentem sobre o povoado de Amarração, indicam a existência de um porto na foz do rio Igaraçu, isto é, na localidade de Amarração. Não obstante, comentam ainda sobre o fato de este ser o único porto de mar do Piauí e da necessidade de sua melhoria para atender de modo mais eficiente as demandas piauienses, notadamente àquelas relacionadas a sua economia e escoamento dos seus produtos. Apesar de ser referido ao longo dos séculos enquanto um porto, na prática o que existiu por muitas décadas se tratou apenas de um ancoradouro que serviu enquanto “porto” para a atracagem de embarcações que não apenas levavam mercadorias, como também passageiros. Neste sentido, a partir da segunda metade do século XIX, Amarração se torna mais relevante para certos setores políticos piauienses, haja visto que o atracadouro existente na localidade reaparece no discurso político enquanto a melhor opção para o escoamento da produção da província.
Deste modo, juntamente com a alteração da capital de Oeiras para Teresina em 1852 às margens do rio Parnaíba, passa a figurar no imaginário político um novo projeto para o desenvolvimento da província do Piauí, sendo que este seria possível a partir de três aspectos: 
- Desenvolvimento das vias fluviais para o escoamento da produção, notadamente do rio Parnaíba, principal artéria fluvial da província e que, não apenas cortava suas principais vilas e cidades, como tinha em sua foz o Oceano Atlântico, na qual localizava-se o porto de Amarração.

- Construção de uma malha ferroviária que também integrasse a comunicação e as principais vilas e cidades da província, saindo do interior até o litoral do Piauí, também tendo como principal objetivo o escoamento da produção piauiense.

- Construção de um porto marítimo na vila de Amarração na foz do rio Igaraçu, um dos braços do rio Parnaíba, localizado no litoral piauiense e considerado como o melhor espaço para o desenvolvimento de uma zona portuária para a província.

Em função desta proposta intensifica-se a partir da segunda metade do século XIX as tentativas de reanexar a vila de Amarração até sua efetivação com a permuta de territórios estabelecidas por meio do Decreto nº 3.012 de 22 de outubro de 1880 entre as províncias do Ceará e do Piauí. Nas décadas seguintes, principalmente a partir do início do século XX, se iniciaram diversas tentativas de construir um porto em Amarração, tendo sido iniciado trabalhos de dragagem da barra de Amarração para aumentar sua profundidade, considerada insuficiente para a entrada de embarcações de médio ou grande porte, mas as obras nunca foram finalizadas.
No decorrer do século XX por diversas vezes se tentou retomar as obras e, em função disso, se concretizou entre as décadas de 1970 e 1980, a construção de um molhe na localidade, primeiro elemento necessário para a finalização do porto. O porto, agora “Porto de Luís Correia, no entanto, nunca foi terminado, sendo, até o presente momento, motivo de debate, haja visto os impactos ambientais decorrentes de sua construção na região, e de novas tentativas por parte do governo do estado do Piauí para a finalização da obra.

### A ferrovia em Luís Correia
Assim como o “porto” a história da ferrovia no Piauí está atrelada a um discurso político que se fortalece em meados dos oitocentos e que estabelecia a necessidade da construção de uma malha ferroviária na província para sua integração, escoamento dos produtos piauienses e, consequentemente, desenvolvimento da economia e garantia do “progresso” à província. Neste sentido, era fulcral que a ferrovia não apenas fosse construída, mas que sua malha chegasse até o litoral do Piauí, especificamente até a vila de Amarração e o ancoradouro que ali existia na segunda metade do século XIX.
No entanto, apesar das discussões em torno da construção de uma malha ferroviária interligando o território piauiense estar presente no discurso político desde meados do século XIX, apenas nas primeiras décadas do século seguinte houve a instalação dos primeiros ramais ferroviários no litoral piauiense. Assim, em 1916 é construído o primeiro trecho da ferrovia no Piauí na cidade de Parnaíba e, poucos anos depois, em 1922, a malha ferroviária se estende até Amarração, sendo edificado na vila, além dos trilhos, uma estação ferroviária. Após este período a ferrovia provocou sentimentos diversos, gerando o fascínio e o medo das populações locais no que se refere às oportunidades garantidas pelo meio de transporte, mas também os problemas provocados por este. Neste sentido, com transporte diário entre Amarração e Parnaíba, a ferrovia facilita o deslocamento das elites parnaibanas a partir da década de 1920 para a vila vizinha, especialmente para o consumo do espaço da praia.
Do mesmo modo, o trem permite que os filhos de indivíduos mais abastados de Amarração pudessem estudar com mais facilidade em Parnaíba, além de garantir de modo mais eficaz o acesso a certos produtos que passava a chegar na vila pela ferrovia e não mais apenas por meio de embarcações. No entanto, apesar dos aspectos positivos denotados pela presença do trem, a possibilidade de acidentes nos trilhos ou mesmo a geração de incêndios de casas próximas em função da geração de faíscas eram aspectos que assustava os indivíduos que viviam no litoral piauiense. Algumas décadas depois, na segunda metade dos anos 1950, é construída uma nova estação à beira da praia de Atalaia, com o objetivo de melhorar o transporte ferroviário no estado, bem como o acesso à praia. O contexto, contudo, já materializava o protagonismo de outro sistema de transporte em detrimento ao ferroviário, isto é, o sistema rodoviário. Deste modo, entre os anos 1960 e 1980 se inicia o processo de desativação de várias ferrovias ao longo do Brasil, sendo os trechos existentes em Luís Correia um dos afetados por esta conjuntura, desativados neste momento.

### Acidentes Marítimos
Devido à baixa profundidade das águas ao longo do litoral do Piauí, bem como a falta de conhecimento sobre essa característica pelos navegadores, muitos acidentes marítimos ocorreram na região, em sua maioria encalhes e naufrágios. Dentre as dezenas de eventos três acidentes marítimos marcam a história do litoral piauiense:

●      Naufrágio da caravela de Nicolau de Rezende, em 1571. Ocorrido na região do Delta do rio Parnaíba, refere-se a um dos primeiros registros que existem sobre o litoral que viria a se tornar do Piauí. 
●      Encalhe do navio “Occidente”, ocorrido na entrada da barra do Igaraçu em 1909, alterando a paisagem e marcando o imaginário social da época.
●      Naufrágio do submarino alemão “U-507”, em 1943. Esse incidente marca como esta região litorânea também foi afetada pela Segunda Guerra Mundial.
●      Naufrágio do cargueiro paulista “Lestemar”, registrado como tendo ocorrido na década de 1950. O navio de carga “Lestemar”, por sua vez, encalhou na praia do Coqueiro, no município de Luís Correia, diretamente sobre os recifes de arenitos presentes na mesma, destruindo parte deste afloramento rochoso e alterando a configuração da praia local.

É imperioso apontar que para evitar os acidentes no litoral piauiense foram instalados três faróis luminosos que indicariam não apenas a presença de recifes de arenito na costa, mas a baixa profundidade desta porção do litoral piauiense. Foram estes o farol de Amarração na praia de Pedra do Sal em Parnaíba, construído em 1873, o farol de Atalaia, edificado no início do século XX, localizado na praia de Atalaia, próximo a confluência do rio Igaraçu com o Oceano Atlântico, e o farol de Itaqui, instalado na faixa costeira após a praia de Coqueiro na praia de Itaqui. Atualmente o farol de Atalaia se encontra em ruínas, enquanto o farol de Itaqui está desativado.

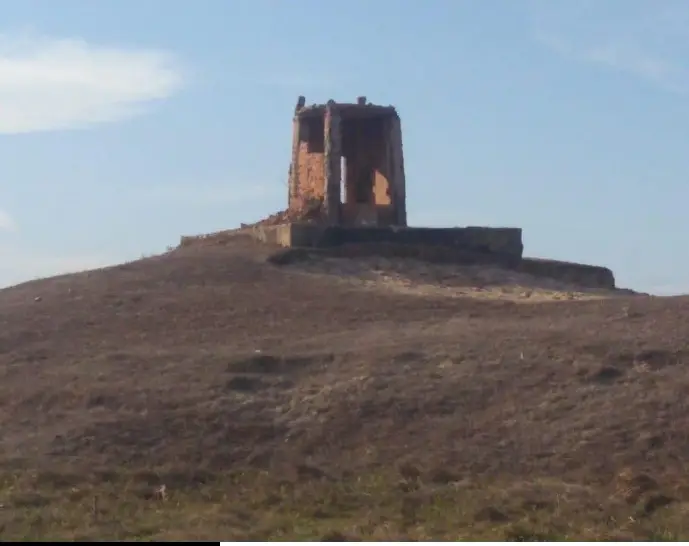
Ruínas do Farol de Atalaia em 2018 em Luís Correia (PI).

## Geografia

### Clima
Em Luís Correia o clima é considerado tropical com variações litorâneas. Os maiores índices de chuva costumam ser registrados durante o verão e outono (meses de dezembro a abril), enquanto que o inverno e primavera é a estação mais seca (meses de maio a dezembro), quando a pluviosidade é inferior aos 50mm. Com um clima quente (Aw), a média anual varia em torno dos 27.5 °C e a pluviosidade média anual são de 1172 mm.
Em setembro a pluviosidade média é de 1mm, sendo esse o mês mais seco do ano e também o mais quente, com média de temperara de superiores aos 28 °C. Por outro lado, com uma média de 289 mm, o mês de março é o mês de maior precipitação, período que marca o final do verão na região. Durante o inverno, junho é o mês com a mais baixa temperatura.
A variação de temperaturas médias ao longo do ano é de 1,5 °C, um valor bastante pequeno se considerado a outras regiões do estado, como por exemplo, na Serra da Capivara onde a variação média anual pode chegar aos 4 °C.
Com um clima bastante estável, Luís Correia proporciona dias sempre quentes amenizados pelas fortes correntes de vento. Com águas de temperatura sempre em torno dos 26 °C, o Oceano Atlântico propicia aos turistas ótimas condições para um “dia de praia”.
| Dados climatológicos para Luís Correia | Dados climatológicos para Luís Correia | Dados climatológicos para Luís Correia | Dados climatológicos para Luís Correia | Dados climatológicos para Luís Correia | Dados climatológicos para Luís Correia | Dados climatológicos para Luís Correia | Dados climatológicos para Luís Correia | Dados climatológicos para Luís Correia | Dados climatológicos para Luís Correia | Dados climatológicos para Luís Correia | Dados climatológicos para Luís Correia | Dados climatológicos para Luís Correia | Dados climatológicos para Luís Correia |
| Mês                                    | Jan                                    | Fev                                    | Mar                                    | Abr                                    | Mai                                    | Jun                                    | Jul                                    | Ago                                    | Set                                    | Out                                    | Nov                                    | Dez                                    | Ano                                    |
| -------------------------------------- | -------------------------------------- | -------------------------------------- | -------------------------------------- | -------------------------------------- | -------------------------------------- | -------------------------------------- | -------------------------------------- | -------------------------------------- | -------------------------------------- | -------------------------------------- | -------------------------------------- | -------------------------------------- | -------------------------------------- |
| Temperatura máxima média (°C)          | 32,6                                   | 31,7                                   | 31,1                                   | 31,3                                   | 31,7                                   | 32,2                                   | 32,9                                   | 33,4                                   | 34                                     | 34,1                                   | 33,9                                   | 33,2                                   | 32,7                                   |
| Temperatura média (°C)                 | 27,4                                   | 27,1                                   | 26,9                                   | 27                                     | 27                                     | 26,9                                   | 27,3                                   | 27,6                                   | 28,4                                   | 28,4                                   | 28,4                                   | 28                                     | 27,5                                   |
| Temperatura mínima média (°C)          | 22,2                                   | 22,5                                   | 22,7                                   | 22,6                                   | 22,2                                   | 21,5                                   | 21,6                                   | 21,7                                   | 22,7                                   | 22,6                                   | 22,8                                   | 22,7                                   | 22,3                                   |
| Precipitação (mm)                      | 134                                    | 208                                    | 289                                    | 265                                    | 168                                    | 37                                     | 18                                     | 3                                      | 1                                      | 4                                      | 8                                      | 37                                     | 1 172                                  |

## Cultura

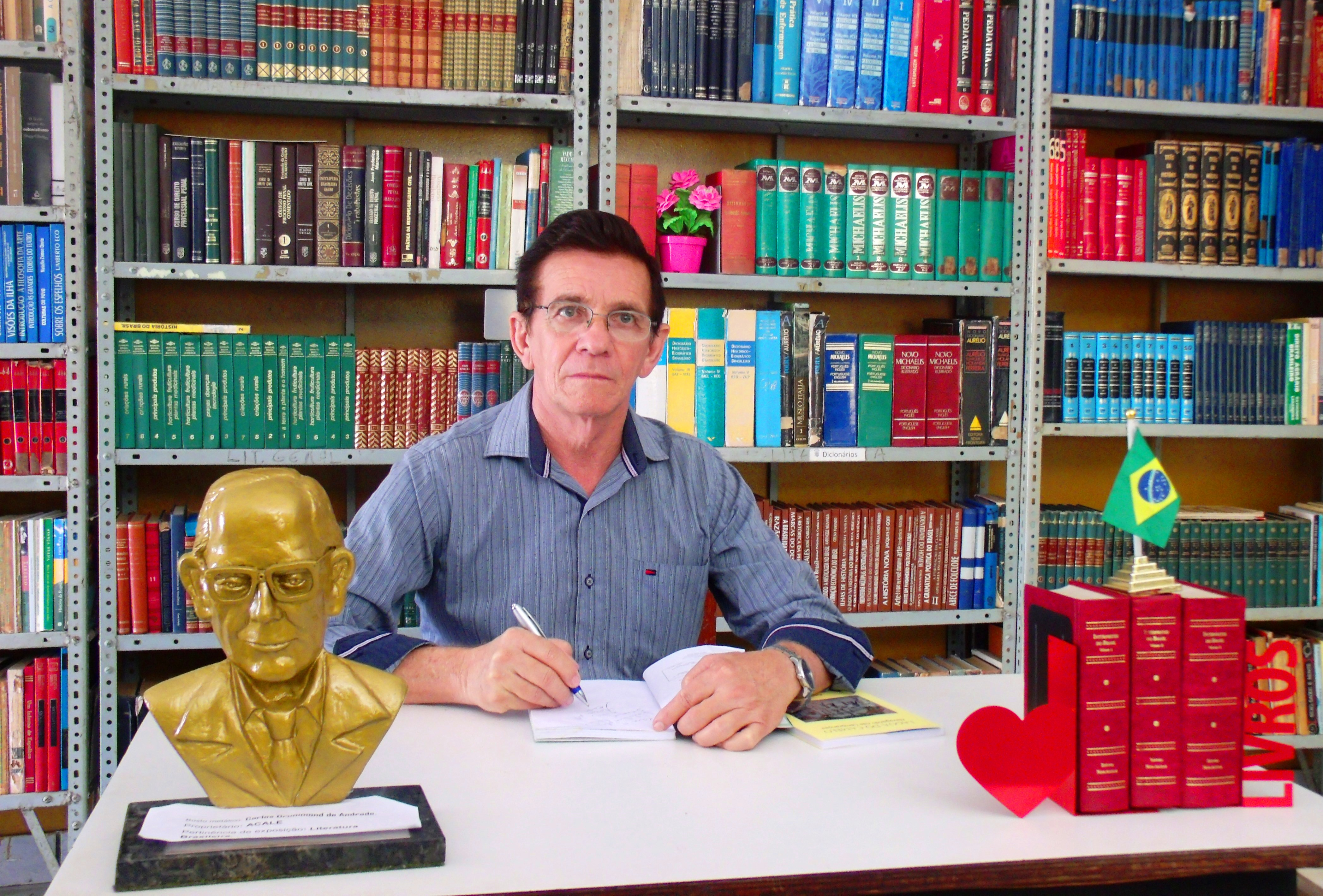
Adrião Neto.

O município possui a Biblioteca Pública e é terra natal de escritores, entre os quais, o historiador Adrião Neto, autor da proposta de inclusão da data da Batalha do Jenipapo na bandeira do Piauí.

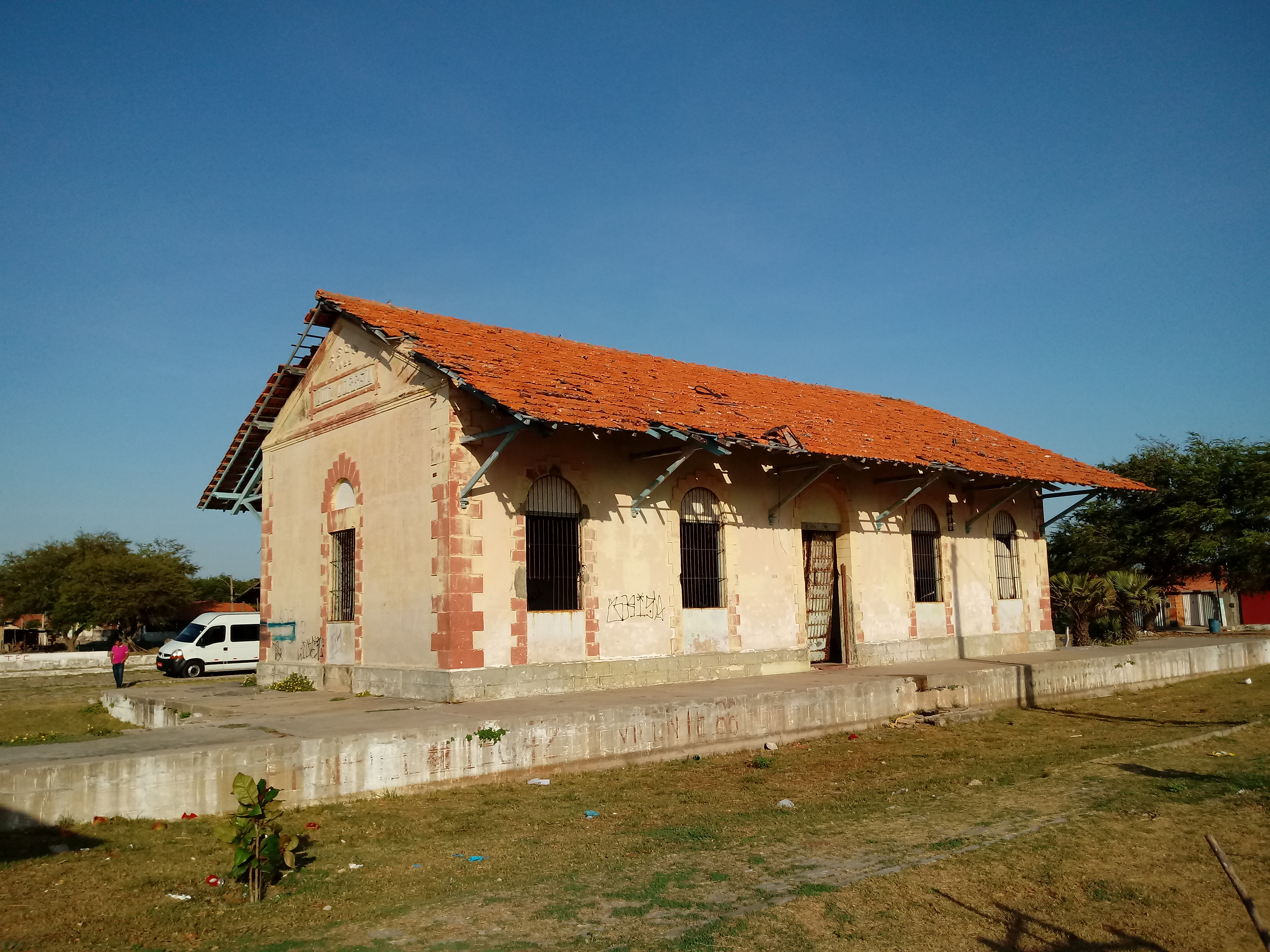
Estação Ferroviária de Luís Correa, construída em 1922 pela EFCP e figura como uma das edificações do patrimônio cultural e histórico do município.